# Hermias (Atarneus)
Hermias (altgriechisch Ἑρμίας Hermías; † wohl 341 v. Chr.) war Tyrann von Atarneus und Assos in Kleinasien seit etwa 350 v. Chr.
Hermias war ein bithynischer Eunuch und Sklave, dem sein Herr (und Freund) Eubulos die Städte Atarneus und Assos vermachte. Atarneus war eine antike Stadt in der kleinasiatischen Landschaft Aiolis (gegenüber der Insel Lesbos nordöstlich des heutigen Dikili). Seine größte Bedeutung hatte Atarneus im 4. Jahrhundert v. Chr. als Residenzstadt des Hermias, der von dort das Gebiet zwischen Atarneus und Assos regierte. Hermias war mit Aristoteles befreundet und wohl philosophisch interessiert. Aristoteles lebte von 347 bis 345 v. Chr. als Gastfreund bei Hermias, heiratete nach Hermias' Tod dessen Nichte (oder Tochter) Pythias und gründete in Atarneus seine erste philosophische Schule.
Strabon schrieb, Hermias habe in seiner Jugend auch an der Akademie des griechischen Philosophen Platon in Athen studiert. Es gibt jedoch einige Indizien dafür, dass es dabei um ein Missverständnis handelt: sonstige antiken Quellen zu Platon und der Akademie erwähnen keine Schülerschaft des Hermias. Eine Rolle in diesem Zusammenhang spielt der Sechste Brief Platons, in dem dieser angibt, Hermias nicht persönlich zu kennen. Allerdings ist die Authentizität dieses Schriftstücks umstritten; einige Forscher sahen in ihm eine spätere Erfindung. Der Brief ist an Hermias selbst gerichtet; der zu dieser Zeit nahezu achtzigjährige Platon empfiehlt Hermias zwei ihm bekannte und befreundete Männer (Erastos und Koriskos, aus Skepsis, einem Ort nahe Atarneus) als treue Mitarbeiter.
Politisch schaffte es Hermias während seiner Herrschaftszeit, eine gewisse Unabhängigkeit von den Persern zu erlangen, die damals Kleinasien beherrschten. Um 341 v. Chr. gab Hermias Philipp II. von Makedonien heimlich einen Stützpunkt in Kleinasien. Der persische Großkönig Artaxerxes III. schickte daraufhin seinen Feldherrn Mentor von Rhodos nach Atarneus, dem es gelang, Hermias durch eine List gefangen zu nehmen. Er ließ Hermias in die persische Hauptstadt Susa bringen, wo er gefoltert (wahrscheinlich, um etwas über die Pläne des Makedonen-Herrschers zu erfahren) und dann hingerichtet wurde. Hermias' letzte Worte waren angeblich, er habe nichts getan, was der Philosophie unwürdig gewesen wäre.
Aristoteles widmete seinem Schwiegervater und Freund Hermias posthum eine Statue in Delphi und dichtete zu seinem Gedenken eine Hymne an die Arete (personifizierte Vortrefflichkeit, Tugend).